# Jules Hardouin Mansart

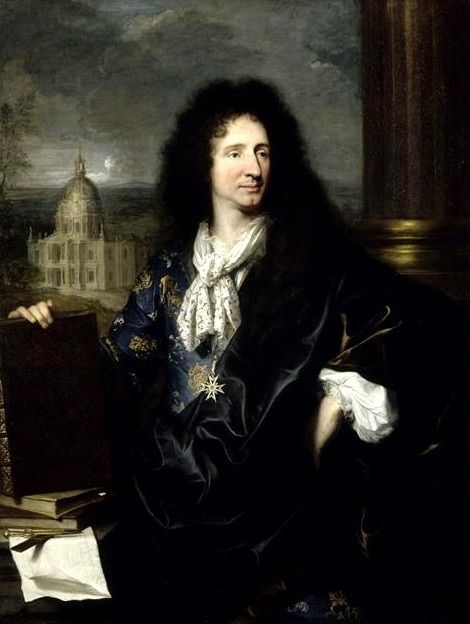
Jules Hardouin-Mansart in un dipinto di Hyacinthe Rigaud del XVII secolo

Jules Hardouin-Mansart (Parigi, 16 aprile 1646 – Marly-le-Roi, 11 maggio 1708) è stato un architetto francese, considerato il principale esponente del barocco in Francia.

## Biografia
Jules si formò con il prozio François Mansart, famoso architetto e fondatore della tradizione classica nell'architettura francese, dal quale ereditò le collezioni di piante e disegni, oltre che il cognome. Altro suo maestro fu Libéral Bruant, architetto-capo dell'Hôtel des Invalides, l'ospedale dei veterani di guerra di Parigi. Disegnando la pianta del Castello di Clagny per Madame de Montespan, si guadagnò la stima di Luigi XIV. Grazie a tale stima, divenne una delle persone più ricche di Francia e fu incaricato dal re Sole in persona di costruire il palazzo del Grand Trianon a Versailles, dove Luigi XIV era solito riposarsi dopo le lunghe giornate trascorse al castello principale.
Da lui e dal prozio François, prende il nome lo spazio abitativo ricavato nel sottotetto (mansarda), moda introdotta a Parigi nell'ambito dei loro interventi di recupero e ripristino di edifici signorili.
La sua posizione in una Francia che era la nazione più importante d'Europa gli permise di ideare i monumenti più significativi del suo periodo e di evidenziare la tendenza che prenderà l'architettura tardobarocca francese. L'architettura francese ha esteso la sua influenza in tutta l'Europa, arrivando fino a San Pietroburgo e includendo Costantinopoli. Tra i suoi allievi si può menzionare l'architetto Augustin-Charles d'Aviler.